# 王徽 (琅琊侯)
王徽（810年代—891年），字昭文，唐朝官员，唐僖宗年间为宰相。封爵琅琊侯，谥号贞。

## 家世
王徽生年不详，只知当唐宣宗在850年代命宰相们为公主们挑选合适的驸马时，王徽四十多岁。他是京兆杜陵人，战国时期魏国著名公子信陵君魏无忌之后，这一支因是王族之后，故改姓王。北周同州刺史王羆为王徽十代祖，其后人后来效力隋朝和唐朝。王徽祖父王察为连州刺史，父王自立为緱氏令。

## 早期仕途
唐宣宗大中十一年（857年），王徽中进士，任秘书省校书郎。户部侍郎沈询判度支，辟王徽为巡官。当时宣宗正为女儿们挑选合适的驸马，要求宰相们观察中进士的官员，王徽被提名。但他不想与皇室结亲，见宰相刘瑑，以年龄为由辞让，因为他已经四十多岁且多病。刘瑑告诉了宣宗，王徽因而没有被命令娶公主。
宣宗子唐懿宗年间，前宰相令狐绹历任宣武、淮南节度使，王徽都作为掌书记跟随他，官至大理评事。后又被召回拜为右拾遗，前后上疏提了23条建议，人们因而敬重他的洞察力。宰相徐商判盐铁事务，邀王徽为参佐。徐商罢相后为荆南节度使，想邀王徽为他效力，但不知他是否愿意再次离开长安而不敢问。王徽闻知，对徐商说：“我刚中进士的时候，是公照顾我，现在公就要佩戴印绶领军了，下官怎能不跟从呢？”徐商很高兴，奏授王徽殿中侍御史，赐绯，署任为荆南节度判官。

## 唐僖宗年间
御史大夫高湜奏王徽回长安为侍御史知杂兼职方员外郎，后升考功员外郎。任上于咸通十四年（873年）奏请将考簿上的上中下字由红字改为用不易涂改的黑字书写，制止了考功作弊行为。宰相萧仿尤其敬重王徽精通为官之术。符初年，迁司封郎中、长安县令。当时翰林学士缺人，萧仿任王徽为翰林学士，改职方郎中、知制诰，三年（876年）九月正拜中书舍人。王徽于延英殿中谢恩，被当面赐以金紫，后又迁户部侍郎、学士承旨，后又改兵部侍郎、尚书左丞，仍任学士承旨。曾奉命授西川节度使高骈功状，六年（879年）作《创筑罗城记》纪念高骈在成都筑大城事。
广明元年（880年）十二月，黄巢农民大军逼近长安，当权宦官田令孜为转移对朝廷军队无力阻止黄巢的指责，归咎首席宰相卢携战略错误，贬之。卢携因而自杀。王徽和裴澈被加同中书门下平章事，代卢携为相，王徽改户部侍郎。但同日，传来黄巢军将攻长安的消息。田令孜带僖宗乘夜逃往成都，王徽等官员们上朝时才知道，为了随驾和躲藏而乱窜。王徽想随驾逃跑，落入荆榛中，坠入崖谷受伤，被黄巢的士兵所获，带回长安。当时黄巢已在长安自称大齐皇帝。中和元年（881年）二月，黄巢想任王徽大齐官职，但即使周围都是白刃，王徽也假装重伤不能说话。黄巢命他回官邸养病，严密监视，派医生为他治病。过了一个多月，守卫懈怠，王徽装作商贩逃到河中。他撕裂绢布写上表文，遣人献上已在成都的僖宗，僖宗遥授他光禄大夫，任为兵部尚书。期间，王徽厚待退居河中的礼部郎中司空图。王徽想去成都会合僖宗，但僖宗诏令他以本官充东面宣慰催阵使。
王徽有雅望，但拜相才一天就遭遇此乱，故没有可称道的建树。
同时，昭义镇历经混乱：当年昭义将成麟兵变杀节度使高浔，又被天井关戍将孟方立所杀。昭义人请监军吴全勖知留后，但孟方立拒绝，称宦官不能为节度使，软禁吴全勖，称希望朝廷派人来代任。三月，朝廷任时任右仆射、租庸使、京城四面催阵使、守兵部尚书王徽为检校左仆射兼潞州大都督府长史、昭义节度、潞邢洺磁观察等使、同平章事。王徽表司空图为副使。但王徽知道孟方立已经完全控制了昭义镇全部五州中在太行山以东的三州，自认不能实际控制昭义，上表坚辞获准，请求任知昭义军事郑昌图为节度使，而司空图也因此没赴任。郑昌图仅三个月后即离任，使孟方立控制了昭义。王徽则被任为诸道租庸供军使、大明宫留守、京畿安抚制置、修奉园陵等使。
宰相王铎都统行营兵马对抗黄巢，不能取胜。二年（882年）十月，行营都监杨复光想请沙陀叛军李克用加入唐军，王徽同意了。于是王铎以僖宗名义下敕书赦免李克用，召他加入唐军。唐军在李克用的巨大贡献下于中和三年（883年）初击败黄巢、收复长安，王徽因功加尚书右仆射。四月，僖宗诏留忠武军及延州、凤翔、博野军及东西神策军二万人于长安，令王徽护卫诸门，安抚居民，与京畿制置使田从异守长安。
当时，长安因战乱而毁坏，僖宗尚未返回。王徽受任为大明宫留守、京畿安抚制置、修奉园陵等使、御史大夫，任上表奏前庐州刺史郑綮为兵部郎中、知台杂。九月，权知京兆尹事。王徽安抚百姓，百姓开始返回，又修缮宫室，粗略整顿百司。时任淮南节度使的高骈命从事崔致远给王徽写信。四年（884年）十二月，王徽与留司百官上表请僖宗车驾还宫。但宫内外权臣重建官邸，常侵扰百姓，百姓抱怨，王徽试图以法律妥善对抗权臣，因而冒犯了他们，他们以其党羽薛杞为少尹，知府事，希望薛杞剥夺王徽实权，但王徽称薛杞刚丧父，应服丧，拒绝让他就职。这愈发激怒了权臣，王徽因而被免职召去成都。他被授太子少师——当时并无太子，这完全是荣誉职位，并被命令在河中退休养病。大约一百天后，太子少师也被免，光启元年（885年）僖宗回长安后复授太子少师，召回长安，他称病不就。宰相们责王徽不受皇恩，奏贬集州刺史，命他立即赴任。
不数日，田令孜激怒了河中节度使王重荣和时任河东节度使李克用，他们攻打长安，僖宗逃到兴元。乱军入长安后放火，王徽勉强修好的宫阙又化为灰烬。静难军节度使朱玫占领长安，立襄王李煴为帝。田令孜被解职，逃到成都任西川监军使，他的哥哥陈敬瑄在那里当节度使。田令孜被罢后，僖宗念及王徽无罪，诏王徽拜吏部尚书，封琅邪郡侯，食邑千户。王徽想去见驾，但道路被李煴所阻。随后李煴的诏书到了河中，也召王徽。王徽称中风不能走路，拒绝归顺李煴。同年，朱玫被部将王行瑜所杀，李煴逃到河中也被王重荣处决后，僖宗回长安，途经凤翔时，任王徽为御史大夫，但王徽坚称脚有病不就。

## 唐昭宗年间
文德元年（888年），唐僖宗崩，弟唐昭宗继位，复授王徽太子少师。当他去便殿向昭宗致谢时，昭宗说：“王徽精神还好，怎能仅仅自便？”改授吏部尚书。尽管当时唐朝政府已数遭灾祸，王徽仍能筛选记录，适当处理公务，验看选官、补调官职等。进位检校司空，守尚书右仆射。大顺元年（890年）三月，宣武军节度使朱全忠还上表称王徽等为缙绅名族，宜用为徐郓青兗等道节度使，昭宗从之，但没有任王徽为节度使。十二月卒，赠司空、太尉，谥贞。

## 评价
- 《旧唐书》史臣曰：徽志吐盗泉，脱身虎口，功名不坠，君子多之。[1]

## 子
1. 王椿
2. 王樗
3. 王松